# KLF5
El factor 5 Kruppel-like (KLF5) es un factor de transcripción codificado en humanos por el gen klf5.
Esta proteína pertenece a la subfamilia Kruppel-like de proteínas con dedos de zinc. Debido a que la proteína se localiza en el núcleo celular y se une a elementos de respuesta del factor de crecimiento epidérmico, se cree que puede ser un factor de transcripción.

## Interacciones
La proteína KLF5 ha demostrado ser capaz de interaccionar con:
- Proteína SET[3]